# RAAF Williams Point Cook Base
RAAF Williams Point Cook Base är en flygplats i Australien. Den ligger i kommunen Wyndham och delstaten Victoria, omkring 22 kilometer sydväst om delstatshuvudstaden Melbourne. RAAF Williams Point Cook Base ligger 5 meter över havet.
Trakten är tätbefolkad. Närmaste större samhälle är Point Cook, nära RAAF Williams Point Cook Base. Genomsnittlig årsnederbörd är 971 millimeter. Den regnigaste månaden är juni, med i genomsnitt 115 mm nederbörd, och den torraste är januari, med 34 mm nederbörd.